# Tillandsia 'White Star'
Tillandsia White Star' es un  cultivar híbrido del género Tillandsia perteneciente a la familia  Bromeliaceae.
Es un híbrido creado con la especie Tillandsia ixioides × Tillandsia recurvifolia.